# Southern United FC
A Southern United FC egy 2004-ben alapított új-zélandi labdarúgócsapat, melynek székhelye Dunedin városában található és Új-Zéland legmagasabb osztályában, a Stirling Sports Premiershipben szerepel. A klub elődje az Otago United FC. Hazai mérkőzéseit a Forsyth Barr Stadionban játssza, amely 30 500 fő befogadására képes.

## Jelenlegi keret
A 2016–2017-es szezon kerete
| #  |     | Poszt | Név            |
| -- | --- | ----- | -------------- |
| 1  | NZL | K     | Liam Little    |
| 2  | IRL | V     | Conor O’Keefe  |
| 3  | SCO | V     | Craig Ferguson |
| 5  | IRL | V     | Stephen Last   |
| 6  | IRL | KP    | Danny Ledwith  |
| 7  | IRL | KP    | Eric Molloy    |
| 8  | NZL | KP    | Michael Hogan  |
| 9  | NZL | KP    | Harley Rodeka  |
| 10 | NZL | KP    | Ben O’Farrell  |
| 11 | IRL | KP    | Andy Mulligan  |
| 12 | NZL | V     | Sam Cosgrove   |

| #  |     | Poszt | Név                |
| -- | --- | ----- | ------------------ |
| 13 | IRL | KP    | Niall Malone       |
| 14 | NZL | KP    | Ross Howard        |
| 15 | NZL | KP    | Andrew Ridden      |
| 16 | NZL | K     | Tom Stevens        |
| 17 | NZL | CS    | Sam Collier        |
| 18 | NZL | V     | Cam Higgins        |
| 19 | NZL | V     | Jude Fitzpatrick   |
| 20 | NZL | CS    | Tennessee Kinghorn |
| 21 | BRA | KP    | Luis Pavia         |
| 23 | NZL | KP    | Cam McPhail        |
| 25 | IRL | CS    | Danny Furlong      |

## Menedzserek
| Évek      | Név             |
| --------- | --------------- |
| 2004–2005 | Johan Koustall  |
| 2006–2009 | Terry Phelan    |
| 2009–2011 | Malcolm Fleming |
| 2011–2013 | Richard Murray  |
| 2013–2014 | Luiz Uehara     |
| 2014–2016 | Mike Fridge     |
| 2016–     | Paul O’Reilly   |